# Mircea Ciobanul
Mircea el Pastor, en rumano Mircea Ciobanul (muerto el 25 de septiembre de 1559), fue Voivoda (o Príncipe) de Valaquia en tres ocasiones: enero 1545 (entró en Bucarest el 17 de marzo)–16 de noviembre de 1552; mayo de 1553–28 de febrero de 1554 (abandonando Bucarest en marzo); y enero de 1558–21 de septiembre de 1559.

## Primeros años
Fue el quinto hijo de Radu cel Mare. Su nombre de pila fue Dumitru y se casó con Chiajna, hija de Petru Rareș, cuyo nombre era Ana. Recibió el apodo de el Pastor porque compró oveja para los mercados de Estambul antes de ascender el trono.

## Carrera
El Imperio otomano (suzerano de Valaquia) le nombró gobernante en enero de 1545 en sustitución de su hermanastro Radu Paisie y llegó a Bucarest el 17 de marzo de 1545, ascendiendo al trono ese mismo día. A través de su primer decreto de privilegio, de 25 de marzo de 1545, mantuvo en sus funciones e incluso promovió a cuatro altos cargos de su predecesor. Una crónica relaciona que dos semanas después de su instalación, ordene la muerte de numerosos boyardos, incluyendo a Coadă el vornic (ministro de asuntos internos), Radul el comis, Stroe el spătar (segundo al mando del ejército), y Vintilă, también un comis. La crónica también menciona que fueron torturados para que revelaran donde escondían las joyas y el dinero de modo que pudieran ser depositados en el tesoro. Tras esta masacre, algunos de los más ricos boyardos y los parientes de los asesinados se exiliaron a Transilvania y Hungría, donde se unieron y trataron de derrocarle en dos ocasiones.

## Primer reto
El primer intento llegó en la Batalla de Periș, el 24 de agosto de 1546, cuando las tropas de los boyardos exiliados fueron atacadas y diezmadas por Mircea el Pastor. A principios de 1548 se produjo un nuevo éxodo de los boyardos valacos, encabezado por Stoica el stolnic, Vintilă el vornic, Radu el gran logofăt y Pârvu el postelnic. En estas condiciones los boyardos exiliados se reagruparon y se enfrentaron nuevamente a Mircea. Dirigido por un joven pretendiente y acompañado por 1,000  mercenarios Sículos, entraron en Valaquia esperando el respaldo de la población. Sin embargo, según la crónica de Ostermayer, un residente en Brașov parece ser que los campesinos respaldaron Mircea. La batalla tuvo lugar cerca el pueblo de Miloste (actual Milostea) en el condado de Vâlcea, con victoria de Mircea el Pastor y los boyardos heridos o a la fuga.

## Segundo Reto
Mientras los Habsburgo habían ocupado Transilvania en 1551 buscaban un gobernante afín a su causa en Valaquia, el nuevo gobernador de Transilvania, el general Imperial Johann Baptist Castaldo, trató de apoyar a Radu Ilie, que, junto con los boyardos exiliados cruzó la frontera de Valaquia en noviembre de 1552. Mientras Radu Ilie contaba con aproximadamente 15,000 hombres, Mircea el Pastor disponía de ocho o nueve mil. Dos días antes de la batalla, temeroso de ser traicionado, Mircea ejecutó a 47 boyardos en su mesa. La batalla decisiva tuvo lugar en Mănești el 16 de noviembre de 1552. Radu Ilie obtuvo la victoria y Mircea se refugió con su familia en Giurgiu.

## Pérdida y restauración
El 11 de mayo de 1553, Mircea el Pastor, respaldado en persona por el príncipe de Moldavia, Alexandru Lăpușneanu, recuperó su trono. Su segundo mandato fue corto, ya que el propio Alexandru Lăpușneanu, sospechando de su mala fe, envió a su alto vornic, Nădăbaico, para expulsar a Mircea del trono. Entonces, obtuvo de la Sublime Puerta el derecho a gobernar en favor de Pătrașcu, mientras Mircea tuvo que partir a Estambul.
Tras la muerte de Pătrașcu en enero de 1558, el Sultan Solimán el Magnífico concedió nuevamente a Mircea el Pastor el derecho a gobernar. Su nombramiento provocó un éxodo de boyardos a través del los Cárpatos meridionales. Mircea prometió a estos hombres el perdón si regresaban y le prestaban homenaje. Les recibió en la corte principesca de Bucarest, en presencia de dignatarios otomanos. No obstante, tras la marcha de los otomanos, Mircea mató a los boyardos, entre ellos a Stănilă el vornic. Ese mismo día, el 3 de febrero de 1558, fue la primera vez que se asesinó también a representantes del clero ortodoxo.

## Muerte
Mircea El Pastor mrió en 1559, siendo enterrado en la iglesia en Curtea Veche en Bucarest, que había reconstruido. Tras su muerte, su enérgica esposa, Doamna Chiajna, ayudó a su hijo Petru a obtener el trono.